# Ribeirão Padua Diniz
Ribeirão Padua Diniz är ett vattendrag i Brasilien.   Det ligger i delstaten São Paulo, i den södra delen av landet, 500 km sydväst om huvudstaden Brasília.
Omgivningarna runt Ribeirão Padua Diniz är en mosaik av jordbruksmark och naturlig växtlighet. Runt Ribeirão Padua Diniz är det glesbefolkat, med 16 invånare per kvadratkilometer.